# Metagonyleptes
Genre
Metagonyleptes est un genre d'opilions laniatores de la famille des Gonyleptidae.

## Distribution
Les espèces de ce genre sont endémiques du Brésil.

## Liste des espèces
Selon World Catalogue of Opiliones (23/08/2021) :
- Metagonyleptes calcar Roewer, 1913
- Metagonyleptes carinatus Sørensen, 1884
- Metagonyleptes cupidensis (Soares & Soares, 1946)
- Metagonyleptes curvispinosus (Mello-Leitão, 1935)
- Metagonyleptes grandis Roewer, 1913
- Metagonyleptes incertus (Mello-Leitão, 1940)
- Metagonyleptes pallidipalpis (Mello-Leitão, 1937)
- Metagonyleptes pectiniger Roewer, 1913
- Metagonyleptes serratus Roewer, 1913
- Metagonyleptes torulosus Roewer, 1930

## Publication originale
- Roewer, 1913 : « Die Familie der Gonyleptiden der Opiliones-Laniatores. » Archiv für Naturgeschichte, sér. A, vol. 79, no 4, p. 1–256 (texte intégral).